# NGC 3195
NGC 3195 is een planetaire nevel in het sterrenbeeld Kameleon. Het hemelobject werd op 24 februari 1835 ontdekt door de Britse astronoom John Herschel. Door de zeer zuidelijke positie van deze planetaire nevel wordt NGC 3195 wel eens vermeld als Far Southern Planetary.

## Synoniemen
- PK 296-20.1
- ESO 19-PN2
- AM 1009-803
- Hen 2-44